# Бакай-Лейк (Огайо)
Бакай-Лейк (англ. Buckeye Lake) — селище (англ. village) в США, в округах Лікінґ і Феєрфілд штату Огайо. Населення — 2520 осіб (2020).

## Географія
Бакай-Лейк розташований за координатами 39°56′12″ пн. ш. 82°29′20″ зх. д. / 39.93667° пн. ш. 82.48889° зх. д. (39.936741, -82.489000).  За даними Бюро перепису населення США в 2010 році селище мало площу 5,23 км², з яких 5,18 км² — суходіл та 0,05 км² — водойми.

## Демографія
Згідно з переписом 2010 року, у селищі мешкало 2746 осіб у 1190 домогосподарствах у складі 697 родин. Густота населення становила 525 осіб/км².  Було 1513 помешкання (289/км²).
Расовий склад населення:
| - 96,6 % — білих - 0,8 % — чорних або афроамериканців - 0,3 % — корінних американців - 0,3 % — азіатів |

До двох чи більше рас належало 1,9 %. Частка іспаномовних становила 0,9 % від усіх жителів.
За віковим діапазоном населення розподілялося таким чином: 22,7 % — особи молодші 18 років, 63,9 % — особи у віці 18—64 років, 13,4 % — особи у віці 65 років та старші. Медіана віку мешканця становила 41,4 року. На 100 осіб жіночої статі у селищі припадало 94,6 чоловіків;  на 100 жінок у віці від 18 років та старших — 94,9 чоловіків також старших 18 років.
Середній дохід на одне домашнє господарство  становив 44 923 долари США (медіана — 28 340), а середній дохід на одну сім'ю — 43 645 доларів (медіана — 27 593). Медіана доходів становила 28 618 доларів для чоловіків та 33 889 доларів для жінок. За межею бідності перебувало 24,2 % осіб, у тому числі 48,1 % дітей у віці до 18 років та 1,6 % осіб у віці 65 років та старших.
Цивільне працевлаштоване населення становило 1046 осіб. Основні галузі зайнятості: роздрібна торгівля — 25,4 %, освіта, охорона здоров'я та соціальна допомога — 15,3 %, науковці, спеціалісти, менеджери — 13,1 %.